# Félbödeformák
A félbödeformák (Coccidulinae) a rovarok (Insecta) osztályának a bogarak (Coleoptera) rendjéhez, ezen belül a mindenevő bogarak (Polyphaga) alrendjéhez tartozó katicabogárfélék családjának egyik alcsaládja.
Európában 19, Magyarországon 5 fajuk fordul elő.

## Rendszerezés
Az alcsaládba az alábbi nemzetségek és nemek tartoznak, a Magyarországon honos fajok feltüntetésével:
- Azyini
  - Azya
  - Pseudoazya

- Coccidulini
  - Adoxellus
  - Auladoria
  - Botynella
  - Bucolinus
  - Bucolus
  - Bura
  - Coccidula
    - nádi félböde (Coccidula rufa) (Herbst, 1783)
    - mocsári félböde (Coccidula scutellata) (Herbst, 1783)

  - Cranoryssus
  - Empia
  - Epipleuria
  - Eupalea
  - Erithionyx
  - Eupaleoides
  - Geodimmockius
  - Hazisia
  - Hypoceras
  - Microrhizobius
  - Mimoscymnus
  - Nothocolus
  - Nothorhyzobius
  - Orbipressus
  - Orynipus
  - Paracranoryssus
  - Planorbata
  - Psorolyma
  - Rhyzobius
    - szalagos félböde (Rhyzobius chrysomeloides) (Herbst, 1792)
    - félholdas félböde (Rhyzobius litura) (Fabricius, 1787)

  - Rodatus
  - Stenadalia
  - Stenococcus
  - Syntona

- Cranophorini
  - Cassiculus
  - Cranophorus

- Exoplectrini
  - Ambrocharis
  - Anisorhizobius
  - Aulis
  - Chapinella
  - Chnoodes
  - Coeliaria
  - Cyrtaulis
  - Dioria
  - Discoceras
  - Exoplectra
  - Hovaulis
  - Neorhizobius
  - Neoryssomus
  - Oridia
  - Peralda
  - Rhizoryssomus
  - Siola
  - Sumnius

- Tetrabrachini
  - Tetrabrachys
    - pusztai földiböde (Tetrabrachys connatus) (Creutzer, 1796)

- Monocorynini
  - Mimolithophilus
  - Monocoryna

- Noviini
  - Anovia
  - Eurodolia
  - Novius
  - Rodolia
  - Vedalia

- Oryssomini
  - Oryssomus
  - Pseudoryssomus

- Poriini
  - Poria